# Oviraptoridae
Oviraptoridae är en grupp utdöda fågelliknande maniraptora dinosaurier, som både var växtätare och allätare. Oviraptoider kännetecknas efter sin tandlösa, papegojliknande näbb samt i vissa fall, detaljerade kammar på huvudet. De var i regel små djur, i vanliga fall var deras längd från en till två meter. Dock kan vissa oviraptoider ha varit gigantiska (tex. Gigantoraptor erlianensis).